# Айия-Мариани
Айи́я-Мариани́ (Αγία Μαριανή ή Αγία Μαρίνα) — небольшой остров в Греции в Ионическом море. Входит в группу островов Инусе. Находится у юго-западной оконечности Пелопоннеса к западу от мыса Акритас между островами Сапьендза и Схиза. Назван в честь святой Марины Антиохийской. Административно входит в сообщество Финикус в общине (диме) Пилос-Нестор в периферийной единице Месинии в периферии Пелопоннес. Необитаемый по переписи 2011 года. Высочайшая точка острова не превышает 30 метров над уровнем моря.
Остров покрыт кустарником. На острове находится церковь Айия-Марина, в день памяти Марины Антиохийской, 17 (30) июля на острове собираются паломники.
Остров входит в сеть «Натура 2000».